# تشارلز في. بوش
تشارلز في. بوش (بالإنجليزية: Charles V. Bush)‏ هو ضابط أمريكي، ولد في 17 ديسمبر 1939، وتوفي في 5 نوفمبر 2012 بسبب سرطان القولون.